# Tioacetal

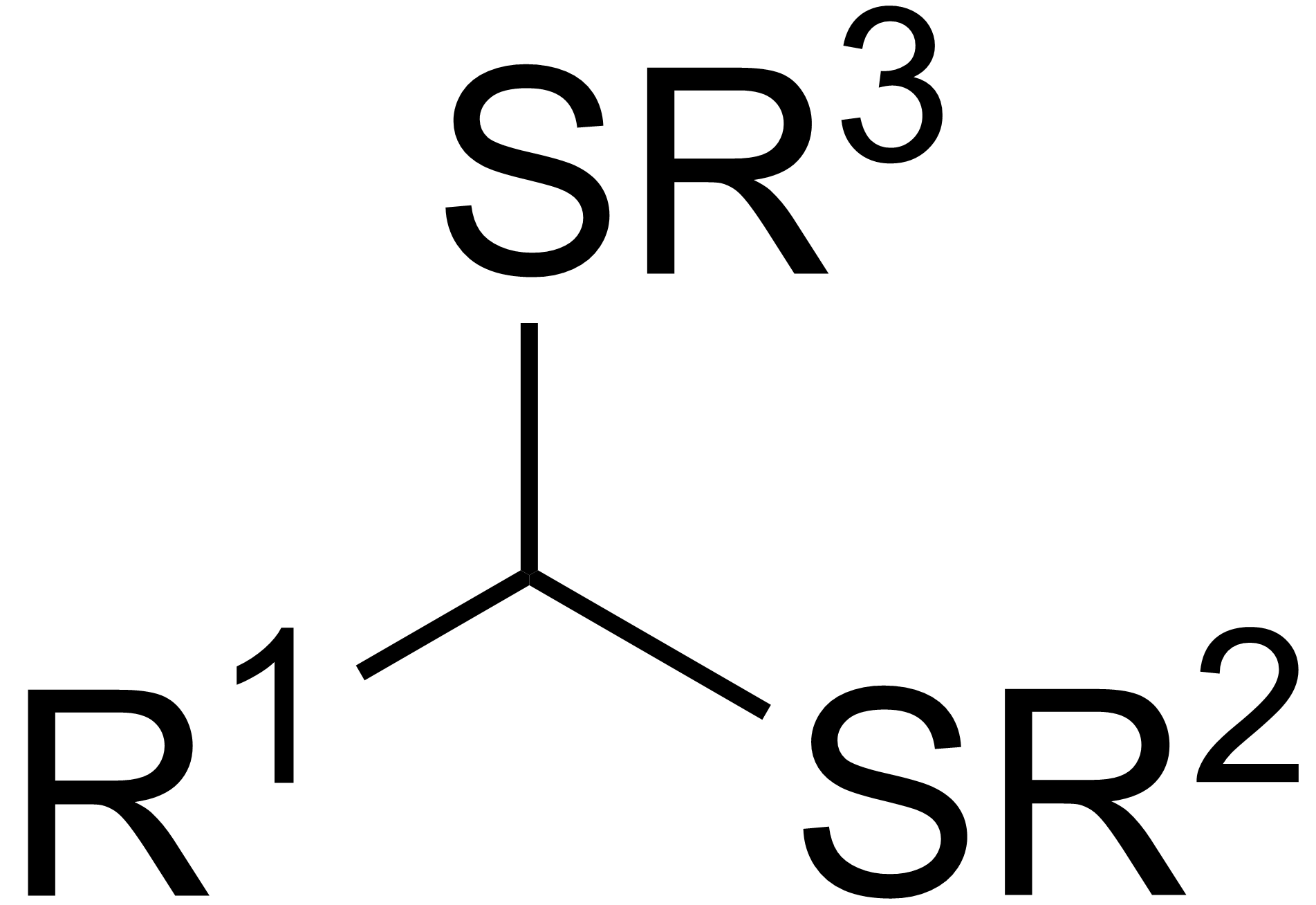
Estrutura geral de um tioacetal.

Tioacetal é o análogo de enxofre de um acetal. São preparados de maneira similar aos acetais: pela reação de um tiol com um aldeído:  
RSH + R'CHO  →  R'CH(OH)SR
Um ditioacetal é preparado similarmente aos tioacetais, os quais são intermediários:
RSH + R'CH(OH)SR  →  R'CH(SR)2  +  H2O
Tais reações tipicamente empregam tanto catálise ácida de Lewis como de Brønsted.